# Chico Science
Francisco de Assis França, noto come Chico Science (Olinda, 13 marzo 1966 – Recife, 2 febbraio 1997), è stato un cantante e compositore brasiliano.

## Biografia
Considerato uno dei fondatori del movimento culturale Manguebeat, formò il gruppo Chico Science & Nação Zumbi, di ispirazione rock, funk e hip hop, oltre a portare avanti una carriera da solista.
Morì all'età di 30 anni a causa di un incidente stradale avvenuto a Recife.

## Discografia
- 1994: Da lama ao caos
- 1996: Afrociberdelia
- 1998: CSNZ (postumo)